# Peroxyde de sodium
Le peroxyde de sodium, ou commercialement appelé oxylithe, est un composé de formule brute Na2O2.
Ce composé fut décrit en 1811 par les chimistes français Joseph Louis Gay-Lussac et Louis Jacques Thénard, qui étudiaient les propriétés physico-chimiques du sodium et du potassium, éléments isolés quelques années auparavant par le chimiste britannique Sir Humphry Davy. Pour obtenir du peroxyde de sodium, qu'ils qualifiaient "d'oxyde au maximum du sodium", Gay-Lussac et Thénard firent chauffer vivement du sodium sous une cloche de verre, dans une atmosphère riche en dioxygène (O2).
Il est utilisé au début du XXe siècle par le chimiste George-François Jaubert pour produire de l'oxygène,. C'est un solide friable de couleur jaune, qui se dissout au contact de l'eau en libérant de l'oxygène,. La réaction, très violente, est fortement exothermique. Du fait de cette réactivité, l'oxylithe doit être absolument conservé à l'abri de l'humidité. Stocké sans précautions particulières, il finit par se désagréger au contact de la vapeur d'eau présente dans l'air ambiant. Ce produit ne doit pas non plus entrer au contact de la peau (en particulier, on ne doit le manipuler qu'avec une pince), car ses effets déshydratants provoquent des brûlures sérieuses.
L'oxylithe a été utilisé dans les premiers masques à gaz, qui équipaient les mines de charbon puis plus tard l'infanterie française pendant la Première Guerre mondiale. Il était encore utilisé dans les cours de chimie de l'enseignement secondaire dans les années 1980.

## Préparation
La préparation du peroxyde de sodium se fait idéalement en deux étapes, selon Georg Brauer (en). La première consiste en l'oxydation de sodium Na en oxyde de sodium (Na2O). Pour ce faire, le sodium doit être placé dans un environnement contenant moins de dioxygène que l'air ambiant. La deuxième étape consiste en l'oxydation du Na2O en Na2O2, en plaçant l'oxyde de sodium dans une atmosphère riche en oxygène et en le chauffant entre 200 et 350 °C.
2 Na + 1⁄2 O2 → Na2O
Na2O + 1⁄2 O2 → Na2O2
Au total, 2 Na + O2 → Na2O2

## Propriétés
La température d'ébullition de ce composé est de 657 °C. À cette température, le peroxyde de sodium se décompose en oxyde de sodium (Na2O), en libérant du dioxygène.
Na2O2 → Na2O + 1⁄2 O2
Sa température de fusion est d'environ 460 °C, mais cela n'entraîne pas sa décomposition.
Les cristaux de peroxyde de sodium sont hexagonaux et appartiennent au groupe de Laue 6/mmm.
Le peroxyde de sodium peut être utilisé comme agent oxydant. Il est utilisé comme agent de blanchiment.
La réaction entre de l'eau et du peroxyde de sodium (Na2O2) permet la formation de soude (NaOH) et de peroxyde d'hydrogène (H2O2).
Na2O2 + 2 H2O → 2 NaOH + H2O2
À l'instar du peroxyde de lithium (Li2O2) et du peroxyde de potassium (K2O2), le peroxyde de sodium peut être utilisé comme source de dioxygène. La réaction entre du peroxyde de sodium et du dioxyde de carbone (CO2) permet la production de carbonate de sodium (Na2CO3) tout en libérant du dioxygène.
Na2O2 + CO2 → Na2CO3 + 1⁄2 O2
La réaction entre du peroxyde de sodium, du dioxyde de carbone et de l'eau amènera quant à elle à la formation de bicarbonate de sodium (NaHCO3) et de dioxygène.
Na2O2 + H2O + 2 CO2 → 2 NaHCO3 + 1⁄2 O2